# Шукуров, Тофик
Тофик Шукуров (туркм. Tofik Şükürow; 10 февраля 1971) — советский и туркменский футболист, игравший на всех позициях в поле, туркменский футбольный тренер. Выступал за сборную Туркменистана.

## Биография
На старте карьеры выступал в соревнованиях мастеров СССР во второй и второй низшей лигах за клубы Туркменской ССР — «Ахал» и «Мерв». О выступлениях в независимом Туркменистане нет полных сведений[уточнить]. В 1996—1997 годах играл за ашхабадскую «Нису», с которой стал победителем чемпионата Туркменистана 1996 года. Часть сезона 1997/98 провёл в составе столичного «Копетдага», с которым также завоевал золотые медали. В сезоне 1998/99 выступал за «Дагдан» (Ашхабад) и стал бронзовым призёром чемпионата. В первой половине 2000-х годов снова играл за «Копетдаг», в 2002 году стал лучшим бомбардиром клуба с 6 голами. В конце карьеры возвращался в «Ахал».
В 1996 году привлекался в национальную сборную Туркменистана, провёл не менее двух матчей. Дебютировал 22 марта 1996 года в игре отборочного турнира Кубка Азии против Кувейта, заменив на 71-й минуте Дидара Уразова.
В качестве тренера в 2015—2016 годах ассистировал Аманклычу Кочумову в сборной Туркменистана, а также в этот период сменил Кочумова в должности главного тренера «Ашхабада». В 2015 году привёл клуб к бронзовым медалям, однако в середине 2016 года из-за неудачных выступлений был уволен. С июня 2019 года до 2023 года возглавлял «Копетдаг». Вывел команду в финал Кубка Туркменистана 2020 года, где она по пенальти уступила «Алтын Асыру». В июле 2024 года снова назначен главным тренером «Ашхабада».